# Донвугілля

Державна холдингова компанія «Донвугілля» — одна з найбільших вугледобувних компаній України.
Створена в 1996 р. в процесі структурної перебудови вугільної промисловості України. На початку XXI ст. знову увійшла до складу ДХК «Донецьквугілля».
До складу компанії входять 12 підприємств, в тому числі 9 шахт (2000 р.) — всі державні відкриті акціонерні товариства (ДВАТ):
- «Шахта ім. Челюскінців»,
- Шахта «Трудівська»,
- «Шахта ім. Є. Т. Абакумова»,
- «Шахта ім. О. О. Скочинського»,
- «Шахта ім. М. І. Калініна»,
- Шахтоуправління «Донбас»,
- «Шахта ім. 60-річчя Радянської України»,
- «Шахта Моспинська»,
- Шахта «Жовтневий рудник»,
- «Донвуглепостачзбут»,
- «Донецьквантажтранс»,
- Автотранспортне підприємство № 1,
- "Науково-виробниче підприємство «Донвугледегазація».

Промисловий центр — місто Донецьк. Обсяг видобутку вугілля шахтами компанії становить 7,8 % від всеукраїнського (по Мінвуглепрому). У 2001 р. фактичний видобуток вугілля становив 4 095 000 т. Строк служби шахт, як правило, перевищує 40-50 років (а ш. ім. Челюскінців працює з 1913 р.). Загальна довжина гірничих виробок — 629 км.
ДХК «Донвугілля» розробляє 19 пластів потужністю 0,55-1,7 м, у тому числі високопродуктивні: m3, k8, h10, h8, h7, h6, h4, h3, g2, l4, l1. Вугілля марок Д, ДГ, К, Ж, П.
Спостерігається тенденція до погіршення гірничо-геологічних умов розробки: збільшується глибина гірничих робіт і гірн. тиск, газовміст, викидонебезпека, температура. Середня глибина розробки становить 868, а максимальна — 1295 м (ш. ім. Скочинського). На шахті ім. Челюскінців, «Трудівська», ім. Калініна вона перевищила 1000 м. Всі шахти віднесені до надкатегорійних за метаном і небезпечні за вибухом вугільного пилу. Чотири шахти — ім. Скочинського, ім. Калініна, ім. 60-річчя Радянської України, ш/у «Донбас» — розробляють особливо небезпечні пласти. Очисні та підготовчі вибої з підвищеною температурою є на всіх шахтах, крім «Моспинської».
Видобуток вугілля в основному здійснюється механізованими комплексами та стругами, прохідницькі вибої забезпечені потужними комбайнами, породонавантажувальними машинами та буровими установками. Транспортування вугілля і породи з вибоїв здійснюється стрічковими конвеєрами, електровозами та комбайновим способом з проміжними бункерами. Вугілля і порода з шахт видається на-гора канатними підйомними машинами з противагою, а також багатоканатними підйомними машинами.
При виробничій потужності багатьох шахт — 5,8 млн т промислові запаси вугілля 469 млн т (в тому числі коксівного вугілля — 245 млн т) можуть відробляться ще 80 років.
У холдинговій компанії є резервні ділянки розвіданих і готових до виймання промислових запасів вугілля: 401 млн т — на ш. «Трудівська» на пластах m3, l4, l1, k8 потужністю 1,0-1,6 м; на ш. ім. Абакумова — 164 млн т на пластах m3, m5, l4, k8 потужністю 0,7-1,3 м; на ш. ім. Калініна — 19 млн т на пластах h8, h10 потужністю 0,7-1,3 м. Крім того, є вільні ділянки розвіданих і готових до виймання промислових запасів для будівництва нових шахт: «Південнодонбаської» № 4 — 203 млн т вугілля на пластах с4 і с10; «Південнодонбаської» № 6 — 470 млн т на пластах с11 і с13; «Південнодонбаської» № 12 — 215 млн т. Потужність пластів становить 0,8-1,5 м.
На шести шахтах компанії для переробки і збагачення вугілля працюють збагачувальні фабрики або установки. Видобуте вугілля транспортується залізницею. Взаємодію з державною залізницею здійснює дочірнє підприємство «Донецьквантажтранс». ДХК «Донвугілля» має 46 об'єктів соціальної сфери — палаци культури, гуртожитки, спортивні споруди, профілакторії, здравниці, їдальні тощо.

## Репресії 1920-х років
Полювання більшовицької влади на «ворогів народу» наприкінці 20-х років на шахтах Донбазу набувло неабиякого розмаху. Під репресії потрапили інженери, керівники підприємств, навіть німецькі фахівці, заможні селяни, особливо з числа етнічних українців. Найбільш цинічно й жорстоко розправлялися з тими, хто насмілився протестувати проти недолугої політики Сталіна і його поплічників.
Так звана «Шахтинська справа» стала найгучнішою подією 1928 року. Вона була першим показовим політичним процесом, під час якого засудили велику групу керівників вугільної промисловості Донбасу. Завдяки цій справі містечко Шахти, (яке у 1920-1924 рр. було територією України), стало відоме в усій радянській імперії.
|  | Десятки днів Найвищій Суд розбирався у злочинах, що їх чинила група ворогів у Донбасі, Харкові та в Москві... Шахтинська справа викрила найогидніше злочинство, що його багато років чинили люди, яким не тільки була довірена провідна роля в нашій кам'яновугільній промисловості, але які були залучені й до участі у величезній творчій праці». Харків, РАТАУ, 3 липня 1928 року |

Вперше Шахти привернули увагу каральних органів ще у 1923 році. Тоді гірники Власівсько-Парамоновської копальні, виснажені безгрошів'ям і голодом, висунули петицію з 12 пунктів із вимогами поліпшення економічних умов праці, підвищення зарплати, дотримання техніки безпеки, розвитку самоврядування. Був організований страйк і маніфестація. Звісно, активістів заарештували, а протести вщухли, коли Шахтинський район приєднали до Росії та змінили керівництво шахтоуправління.
У травні 1927 року невдоволення повторилися, але вже через введення нового колективного договору, що підвищував норми виробітку і знижував розцінки, внаслідок чого реальна зарплата шахтарів знизилася удвічі. Цього разу «проковтнути» невдоволення на копальнях ОДПУ не збиралося. Почали шукати винних. І, звісно, ними виявилися інженери і техніки шахт. Згодом на стіл Сталіну лягла доповідна записка повноважного представника ОДПУ по Північному Кавказу Юхима Євдокимова, в якій він звинувачує в аваріях на шахтах тресту «Донвугілля» нелегальну контрреволюційну шкідницьку організацію, що складається зі «старих» технічних фахівців. Після цього настала черга масових арештів спеців.
Перші арешти відбулися 13 та 14 червня 1927 року. Дізнання велося групою слідчих ОДПУ по Північно-Кавказькому краю і ДПУ УРСР. Всього було заарештовано кілька сотень людей: частину затриманих було звільнено, інших — 82 чоловіки — засуджено у позасудовому порядку Колегією ОДПУ. Власне на сам судовий процес у справі «Про економічну контрреволюцію на Донбасі» було виведено 53 чоловіки. Серед них — керівники «Донвугілля», Управління нового будівництва Донбасу, 5 директорів шахт і рудоуправлінь, 5 головних інженерів шахт, чотири німецькі фахівці та інші. Всі вони були звинувачені у приналежності до «контрреволюційної організації», що «діяла» в 1922-1928 в Шахтинському та інших районах Донбасу, в Харкові й Москві.
Судові засідання, які проходили в колонній залі Будинку Союзів, почалися 18 травня 1928 року і тривали 41 день. Захищали підсудних 15 відомих московських адвокатів. А хід процесу висвітлювало 120 журналістів. На суді деякі з підсудних визнали лише частину з висунутих звинувачень, інші повністю їх відкинули; були й такі, що визнали себе винними за всіма статтями обвинувачення. Зрештою, суд виправдав чотирьох підсудних, чотирьом призначив заходи покарання умовно, дев'ять чоловік були ув'язнені на термін від одного до трьох років. Більшість обвинувачених було засуджено на тривалі терміни — від чотирьох до десяти років, 11 осіб були засуджені до розстрілу.
«Шахтинська справа» стала початком масових репресій проти технічної еліти не тільки на шахтах, а й взагалі у промисловості. Поняття «шахтинці» почало використовуватись, як загальне для так званих «шкідників». В пресі йшла пропагандистська кампанія, в колективах проходили збори і мітинги. Згодом за допомогою «пильних робітників» були арештовані понад чверть інженерів не тільки Шахтинського району, а й усього Донбасу.
Адреса: 83000, Україна, м.Донецьк, вул. Артема, 63.